# East Lynne
East Lynne – miasto w Stanach Zjednoczonych, w stanie Missouri, w hrabstwie Cass.